# Nikulino (obwód nowosybirski)
Nikulino (ros. Никулино) – wieś (sieło) w Rosji, w obwodzie nowosybirskim, w rejonie tatarskim. W 2010 liczyła 445 mieszkańców.